# Concord (игра)
Concord — многопользовательская компьютерная игра в жанре геройского шутера от первого лица, разработанная американской студией Firewalk Studios и выпущенная Sony Interactive Entertainment в 2024 году для Windows и PlayStation 5. Действие Concord происходило в ретрофутуристической вселенной, где бок о бок сосуществуют люди и разумные инопланетяне. Игра представляла собой командный шутер, подобный Overwatch: две команды из пяти игроков сражались друг против друга, при этом каждый игрок управлял тем или другим персонажем с уникальными способностями и умениями. Разработчики планировали в будущем развивать игру как сервис, с обновлениями добавляя в неё новых персонажей и карты. 
Concord разрабатывали на протяжении долгого времени — около восьми лет — с большими денежными затратами. Компания Sony возлагала на Concord большие надежды, ожидая от игры огромного коммерческого успеха, и рассчитывала в будущем выстроить вокруг Concord популярную медиафраншизу наподобие «Звёздных войн». В 2023 году Sony приобрела Firewalk Studios, сделав студию одним из своих внутренних подразделений. Журналисты позднее указывали на царящую внутри компании атмосферу «токсичной позитивности», в которой никому не позволялось критиковать будущую игру. Concord получила посредственные отзывы обозревателей; её продажи и количество одновременно играющих игроков оказались непозволительно низкими для игры с настолько высоким бюджетом. В сентябре 2024 года, спустя две недели после выхода, серверы игры были закрыты; в октябре того же года была закрыта и сама Firewalk Studios.

## Игровой процесс
Concord представляла собой многопользовательский геройский шутер от первого лица. В игре имелось шесть режимов игры — Deathmatch, Kill Confirmed, режим с удержанием контрольных точек Clash Point и т. д. Игроки собирались в команду из пяти человек, и перед матчем игроку представлялась возможность выбрать одного из 16 героев, каждый из которых обладал достоинствами, недостатками и уникальными способностями. Каждый герой имел одно или два уникальных оружия. Команды сражались друг с другом на одной из 12 карт.

## Разработка и выпуск
Игра разработана американской студией Firewalk Studios, которая была основана в 2018 году и специализировалась на разработке многопользовательских игр. В 2021 году они объявили, что разрабатывают новую многопользовательскую игру класса ААА, которую должны издать Sony Interactive Entertainment. В 2023 году Sony заявила о покупке Firewalk Studios. Позже, в мае 2023 года, студия анонсировала выход многопользовательского шутера Concord, ставшего первой игрой Firewalk Studios.
После выхода игры бывший редактор IGN Колин Мориарти делал заявления о гигантском бюджете Concord — 400 миллионов долларов, не считая стоимости покупки студии Firewalk Studios. Другие журналисты ставили под сомнение эту оценку). К началу 2023 года, ещё до покупки Firewalk Studios компанией Sony, эти траты уже достигли 200 миллионов долларов. Первоначально разработку финансировала компания Probably Monsters, но подразделение Sony PlayStation Studios уже должно было выступать партнёром по изданию игры, так что часть средств уже на этом этапе могла исходить от Sony. На момент приобретения Firewalk Studios игра находилась в неудовлетворительном состоянии, что потребовало дополнительных затрат ещё на 200 миллионов долларов, включая привлечения других разработчиков в порядке аутсорсинга. Мориарти объяснял готовность издателя идти на такие траты лоббированием игры в кулуарах Sony — Concord называли «будущим PlayStation». Проект окружала «атмосфера токсичной позитивности», в которой никому не разрешалось критиковать игру или дизайн персонажей. Мориарти особо указывал на главу PlayStation Studios Хермена Хюльста как главного поборника Concord внутри компании. Журналист Kotaku Итан Гач, ссылаясь на свои источники, подтверждал слова о «токсичной позитивности», но отрицал заявления Мориарти о бюджете в 400 миллионов: ему собственные источники называли иные, меньшие цифры.
30 мая 2024 года на презентации PlayStation State Of Play компания Sony продемонстрировала 10-минутный ролик о Concord. Заявлялось, что на июль был запланирован бета-тест, а выпуск игры — на 23 августа.
После выпуска игра столкнулась с низкими продажами. К концу августа 2024 года было продано всего около 25 тысяч копий: 10 тысяч Steam-версий и 15 тысяч копий для PlayStation 5. По данным сервиса Steam, 23 августа 2024 года, в день выхода, в игре одновременно находилось всего лишь 697 игроков — непозволительно мало для высокобюджетной игры. У Helldivers 2, другой игры-сервиса от Sony, выпущенной ранее в том же году, этот показатель в первые выходные достигал 155926 игроков; даже у Suicide Squad: Kill the Justice League, провалившейся в продажах игры того же года, он был выше 12 тысяч. Аналитики в интервью IGN предположили, что неудача связана с маркетингом и финансовой моделью, поскольку игра распространяется не по условно-бесплатной модели, а продаётся за 40 долларов. Также необходимость регистрации PSN-аккаунта не позволила играть в Concord в некоторых регионах. 4 сентября игра была снята с продажи, а игрокам были возвращены деньги за покупку игры. Также было объявлено, что сервера игры будут закрыты 6 сентября.

## Восприятие
| Сводный рейтинг    | Сводный рейтинг | Сводный рейтинг |
| Издание            | Оценка          | Оценка          |
| Издание            | PC              | PS5             |
| ------------------ | --------------- | --------------- |
| Metacritic         | 65/100          | 62/100          |
| Иноязычные издания |                 |                 |
| Издание            | Оценка          | Оценка          |
| Издание            | PC              | PS5             |
| IGN                | 7/10            |                 |

По данным агрегатора рецензий Metacritic, игра получила «смешанные или посредственные» отзывы обозревателей.
Даниэль Хербиг назвал провал Concord беспрецедентным в своих масштабах, но повторившим судьбу Crucible.
Ряд игровых журналистов пытались дать оценку провалу игры. Среди главных причин они указывали провальный маркетинг. Игра на момент выпуска была почти не известной, Sony почти не продвигала рекламу, не разработала маркетинговую компанию, розничное продвижение. В итоге на момент анонса о ней почти никто не знал, даже хардкорные игроки. Пол Тасси с сайта Forbes заметил, что складывалось впечатление, будто Sony уже изначально предвидела провал игры и не хотела тратить деньги на рекламу.
Другой основной причиной стал жанр игры и её цена. Concord вышла на фоне перенасыщения игрового рынка геройскими шутерами, вроде Overwatch, Valorant или Apex Legends и усталости у игровой аудитории от этого жанра. Журналисты IGN и Forbes заметили, что решение продавать игру за полную цену было главной ошибкой Sony на фоне жанрового перенасыщения условно бесплатными играми. Ребекка упоминала, что даже создание условно-бесплатной игры — «сервиса» по состоянию на 2024 года было сопряжено с рисками. Сама игра предлагала непривлекательный дизайн персонажей, посредственный геймплей, никак не выделяющий его на фоне других шутеров.
Кеза Макдональд, автор The Guardian, отметила, что Concord является важным сигналом о серьёзных проблемах, с которыми сталкивается игровая индустрия. Прежде всего, это касается того, что современные AAA-игры требуют огромных затрат и длительного периода разработки. В результате к моменту выхода они могут устареть с точки зрения жанра и не соответствовать актуальным трендам. Это утверждение особенно актуально для Concord, учитывая, что её разработка заняла 8 лет. Очевидно, что её создание началось после успеха Overwatch, и по мнению журналиста Forbes, её определённо ждал бы успех, выйди она в 2017, а не 2024 году.
Игра привлекла отрицательное внимание у некоторых консервативно настроенных геймеров, решивших, что главной и едва ли не единственной причиной провала игры стала DEI или воук-повестка, из-за указания местоимений и «некрасивого» облика персонажей. В итоге игра стала целью для онлайн-атак групп ненависти.